# Microsoft Development Center Serbia
Majkrosoftov razvojni centar u Srbiji (енгл. Microsoft Development Center Serbia – MDCS) je prva grinfild investicija Microsoft-a u ovom delu sveta sa sedištem u Beogradu, osnovan je 2005. godine.
MDCS se razvija ka najinovativnijem Majkrosoft inženjerskom kampusu u Evropi, koji se sastoji od posvećenih i kreativnih timova i pojedinaca koji kreiraju najsavremenije Microsoft softverske usluge i proizvode.

## Timovi razvojnog centra
Microsoft razvojni centar u Srbiji sastoji se iz sledećih timova:
Azure Data tim proizvodi budućnost obrade podataka u Microsoft Cloud-u. Azure Data team u Beogradu ponosno poseduje i razvija proizvod Managed Instance, od početka do kraja. Azure Synapse Analytics je vodeći MDCS-ov moderan servis za skladištenje podataka, koji koriste svi, od individualnih programera do najvećih svetskih preduzeća. Oni razvijaju end-to-end upravljanje za Service Fabric koji je sposoban da orkestrira milione container-a na hiljadama virtuelnih mašina.
Office tim u Srbiji fokusiran je na preispitivanje i osnaživanje Microsoft Office produktivnosti kroz korisnička iskustva i usluge zasnovane na veštačkoj inteligenciji izgrađene u okviru Office M365 ekosistema. Proizvodi kao što su Microsoft Editor, Similarity Checker i Word Designer razvijeni su u Srbiji.
Office Media Group ima jednostavnu viziju – da osnaži sve Microsoft 365 klijente da postignu više uz mogućnosti Office-a. OMG tim ima za cilj da pruži sve mogućnosti za svakog Microsoft klijenta sa alatima i iskustvima koji su pažljivo kreirani kako bi na najbolji način zadovoljili njihove potrebe.
Maps tim u Beogradu igra najveću ulogu u nameri Majkrosofta da rastućoj zajednici približi Open Maps, koristeći veštačku inteligenciju za izdvajanje specifičnih karakteristika mape iz satelitskih snimaka, kao što su automobili, putevi, zgrade.
Math tim pomaže studentima da razviju svoje matematičke veštine korišćenjem digitalnog matematičkog alata kroz Microsoft Education portfolio. Ovaj rad doprinosi većim naporima da se izgradi inkluzivna digitalna učionica koja zadovoljava potrebe svih učenika i pomaže im da razviju osnovne veštine, kao što su čitanje, pisanje, matematika i komunikacija.
Mixed Reality Serbia je tim koji gleda u budućnost u kojoj je realnost nadograđena, tako da se ne vidi samo fizički prostor, već se u isto vreme komunicira sa digitalnim sadržajem/hologramima u njemu. MR ima za cilj da omogući prisustvo i zajednička iskustva bez obzira na fizičku udaljenost ljudi. Ovu budućnost pokreće Microsoft Mesh, a tim u Beogradu doprinosi izgradnji uređaja, softvera i veštačke inteligencije.
Havok tim kreira softver koji koriste vrhunski studiji za razvoj igara širom sveta i svake godine završava među najprodavanijim igrama.

## Napori zajednice
Projekti koje Majkrosoftov razvojni centar godinama realizuje kako bi doprineo srpskom društvu i zajednici u kojoj posluje, radi u saradnji sa organizacijama poput „Digitalne Srbije“, „Petlje“, Petnice, brojnih fakulteta, ali i ujedno osnažuje tehnološki ekosistem u Srbiji kroz takmičenja, kao što je „Babl kap“ i inicijativa kao što je "Girls in ICT" koja je prerasla u inicijativu „Women know IT“ kojom se ohrabruju devojke i žene da započnu ili da nastave svoje karijere u IT industriji.

## Spoljašnje veze
- (језик: енглески)
- „Intervju:Proveli smo dan sa softver inženjerom iz Microsoft razvojnog centra”. BIZ life. Приступљено 2. 8. 2022.
- „Welcome to the tour of MDCS!”. You Tube. Приступљено 2. 8. 2022.